# Campeonato de España de Ciclismo en Ruta 1989
El LXXXVIII Campeonato de España de Ciclismo en Ruta se disputó en Mazarrón (Región de Murcia) el 25 de junio de 1989 sobre 252 kilómetros de recorrido. Participaron 146 corredores y sólo 39 terminaron el recorrido.
El vencedor final fue el Carlos Hernández Bailo que se adelantó al sprint final de un grupo encabezado por Jesús Suárez, plata, y a Casimiro Moreda, bronce.

## Clasificación
| \| 1. \| \| Carlos Hernández \| Teka \| 6h 00' 38" \| \| 2. \| \| Jesús Suárez \| Lotus-Zahor \| + 4" \| \| 3. \| \| Casimiro Moreda \| CLAS-Cajastur \| m.t. \| \| 4. \| \| Jon Unzaga \| Seur \| m.t. \| \| 5. \| \| José Salvador Sanchís \| Caja Rural \| m.t. \| \| 6. \| \| Jesús Blanco Villar \| Seur \| m.t. \| \| 7. \| \| Jesús Aranbarri \| Caja Rural \| m.t. \| \| 8. \| \| Manuel Jorge Domínguez \| BH \| m.t. \| \| 9. \| \| Juan Manuel García \| Lotus-Zahor \| m.t. \| \| 10. \| \| Ángel Camarillo \| Teka \| m.t. \| |  |                        |               |            |
| 1. |  | Carlos Hernández       | Teka          | 6h 00' 38" |
| 2. |  | Jesús Suárez           | Lotus-Zahor   | + 4"       |
| 3. |  | Casimiro Moreda        | CLAS-Cajastur | m.t.       |
| 4. |  | Jon Unzaga             | Seur          | m.t.       |
| 5. |  | José Salvador Sanchís  | Caja Rural    | m.t.       |
| 6. |  | Jesús Blanco Villar    | Seur          | m.t.       |
| 7. |  | Jesús Aranbarri        | Caja Rural    | m.t.       |
| 8. |  | Manuel Jorge Domínguez | BH            | m.t.       |
| 9. |  | Juan Manuel García     | Lotus-Zahor   | m.t.       |
| 10. |  | Ángel Camarillo        | Teka          | m.t.       |